# قيادة منطقة العراق (الدولة العثمانية)
قيادة منطقة العراق (بالتركية: Irak ve Havalisi Genel Komutanlığı)‏ هي تشكيل عسكري عثمانية انشئ في آب/أغسطس 1914 بعد نشوب الحرب العالمية الأولى، ولم تكن قيادة منطقة العراق تضم من القوات سوى الفرقة 38 مشاة إضافة إلى قوات الجندرمة.
وجاء تشكيل قيادة منطقة العراق بعد سحب وحدات الجيش الرابع من بغداد ونشر وحداته في شرق الأناضول وفي بلاد الشام ولم يبقى من قطاعات الجيش الرابع العثماني في العراق سوى الفرقة 38 مشاة.